# Окситанська Вікіпедія
Оксита́нська Вікіпе́дія (окс. Wikipèdia en occitan) — мовний розділ Вікіпедії окситанською мовою. Станом на 9 листопада 2011 року цей розділ містив 6 вибраних статей і одну добру.
Окситанська Вікіпедія станом на 26 березня 2025 року містить 90 706 статей, 57 703 зареєстрованих користувачів, 95 активних дописувачів, 4 адміністраторів
. Загальна кількість сторінок в окситанській Вікіпедії — 165 794, редагувань — 2 454 252, завантажених файлів — 790
. Глибина (рівень розвитку мовного розділу) окситанської Вікіпедії дуже мала і становить лише 10.1 пунктів
. 